# Bristolskalan

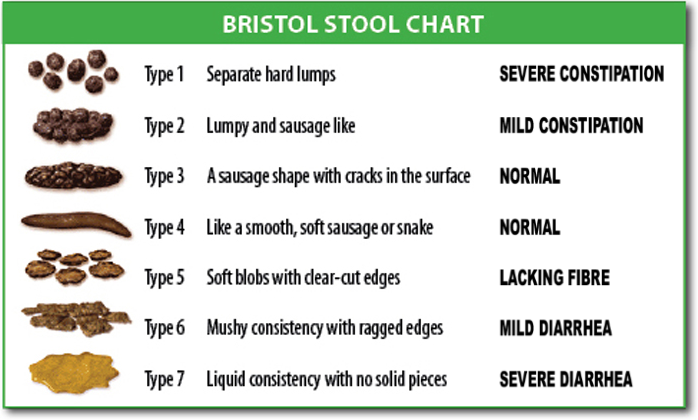
Bristolstoolskalan

Bristol Stool Scale, också kallad Bristol stool chart eller Bristolskalan (BSS), är ett medicinskt hjälpmedel framtaget för att kunna klassificera konsistens och form på mänsklig avföring i sju olika kategorier. Den utvecklades av forskarduon Heaton och Lewis vid Bristols universitet och publicerades första gången i den vetenskapliga tidskriften Scandinavian Journal of Gastroenterology år 1997. Avföringens form beror på hur lång tid den befunnit sig i tjocktarmen.

## Typerna
De sju olika typerna av avföring är: 
- Typ 1: Separata hårda klumpar, som nötter (svåra att klämma ut)
- Typ 2: Korvformade, med klumpar
- Typ 3: Som en korv med sprickor på dess yta
- Typ 4: Som en korv eller orm, jämn och mjuk
- Typ 5: Mjuka klumpar med tydliga kanter (lätta att klämma ut)
- Typ 6: Fluffiga bitar med trasade kanter, en mosig konsistens
- Typ 7: Vattnig utan bitar. Helt flytande.

Typ 1 och 2 indikerar förstoppning, 3 och 4 är ”ideal avföring” och typ 5–7 kan grupperas inom diarré.